# دکتر فیلیپس (فلوریدا)
دکتر فیلیپس (به انگلیسی: Dr. Phillips) یک منطقهٔ مسکونی در ایالات متحده آمریکا است که در شهرستان اورنج، فلوریدا واقع شده‌است. دکتر فیلیپس ۱۲٫۶ کیلومتر مربع مساحت و ۱۰٬۹۸۱ نفر جمعیت دارد و ۳۷ متر بالاتر از سطح دریا قرار دارد.